# Kungssten

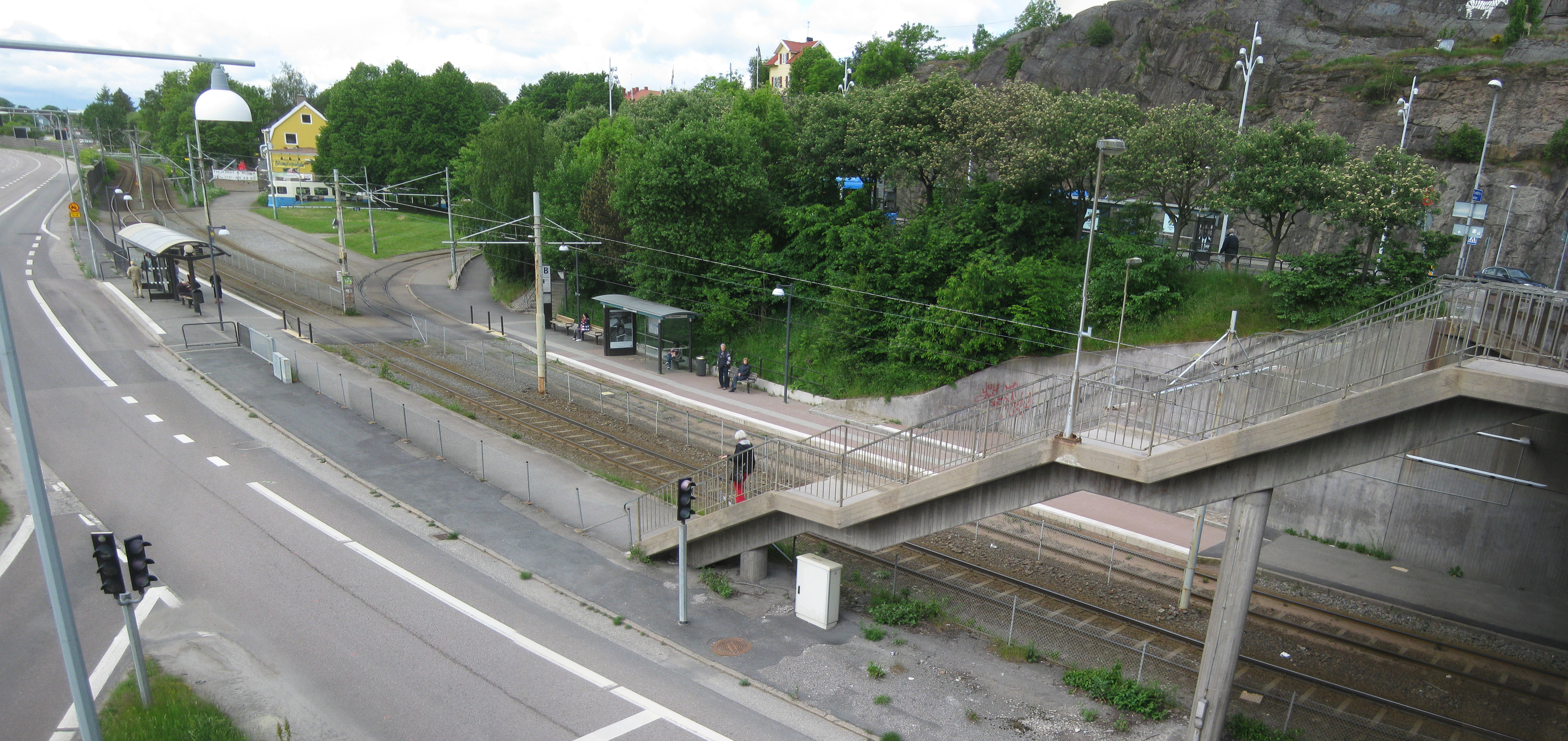
Kungsstens spårvagnshållplats. Bakom träden skymtar några av busshållplatserna.

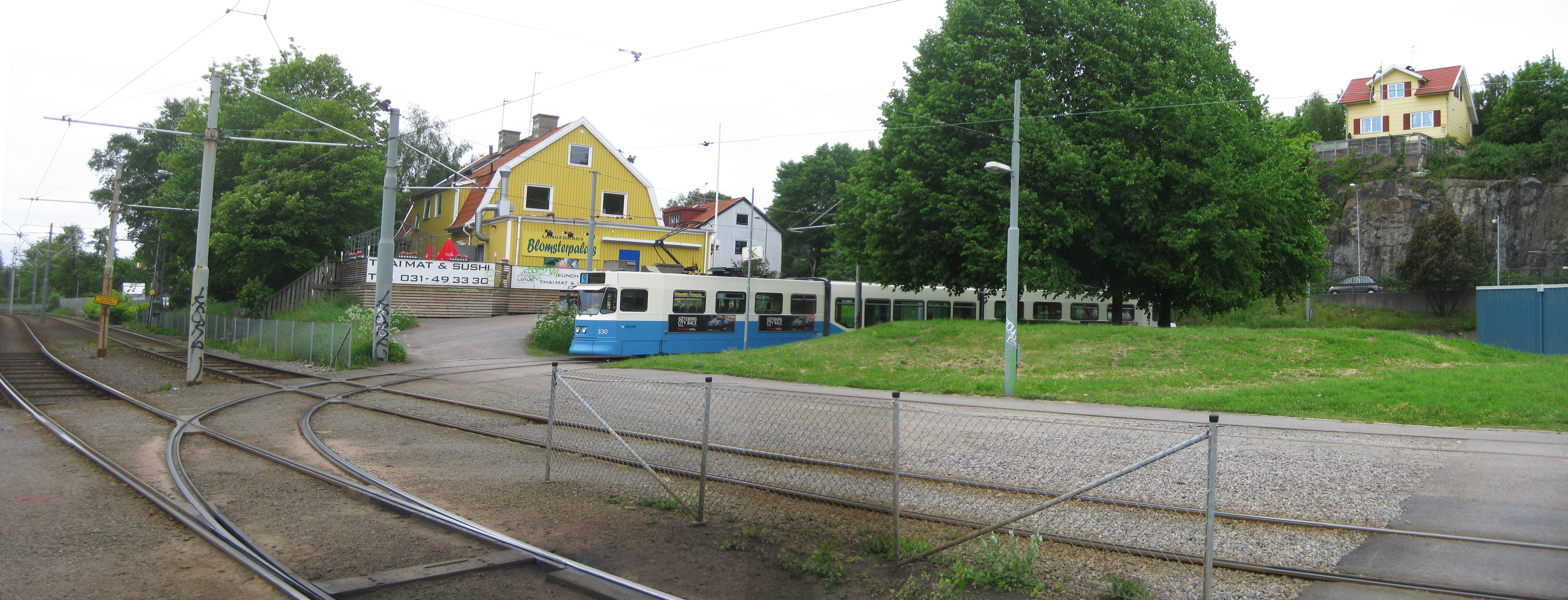
I anslutning till Kungsstens spårvagnshållplats finns denna vändslinga där linje 9 vänder.

Kungssten, även Kungsten, tidigare Stadsgränsen, är ett område i västra Göteborg i stadsdelen Sandarna, beläget vid Västerleden cirka en kilometer söder om Älvsborgsbrons fäste. 

## Historia
Vid Kungssten gränsade förr Västra Frölunda socken i Askims härad mot Örgryte socken i Sävedals härad. Fram till Frölundas införlivning i Göteborg 1945, gick här gränsen mellan Västra Frölunda landskommun och Göteborgs stad och området och hållplatsen kallades Stadsgränsen. Den 30 oktober 1945 ändrades hållplatsen namn till Kungssten.. Namnet är fritt uppfunnet och har ingen hävd.

## Bebyggelse
I Kungssten finns en knutpunkt för buss och spårvagn. Längs Långedragsvägen finns en del butiker, bland annat bageri, smyckesaffär, blomsterbutik, godisaffär och frisör. Kungssten omfattar även ett litet bostadsområde som är beläget på berget norr om Långedragsvägen. Det är samma berg som på älvsidan kallas Sjöbergen. Många av hus är av äldre datum och vägarna är trånga och smala.